# Liste der Mitglieder der American Academy of Arts and Sciences/1893
Im Jahr 1893 wählte die American Academy of Arts and Sciences 15 Personen zu ihren Mitgliedern.

## Neugewählte Mitglieder
- Jean Baptiste Edouard Bornet (1828–1911)
- James Bryce, 1. Viscount Bryce (1838–1922)
- Samuel Cabot IV (1850–1906)
- Henry Helm Clayton (1861–1946)
- Edward Salisbury Dana (1849–1935)
- Grove Karl Gilbert (1843–1918)
- Ludimar Hermann (1838–1914)
- Frederick Remsen Hutton (1853–1918)
- Friedrich August Kekulé von Stradonitz (1829–1896)
- Sylvester Rosa Koehler (1837–1900)
- Maurice Lévy (1838–1910)
- Joseph Lister, 1. Baron Lister (1827–1912)
- Samuel Lewis Penfield (1856–1906)
- John Elliott Pillsbury (1846–1919)
- John Henry Wright (1852–1908)